# منتخب سنغافورة لكرة القدم
منتخب سنغافورة لكرة القدم (بالملايوية: Pasukan bola sepak kebangsaan Singapura)‏ و(بالصينية: 新加坡國家足球隊) و(بالتاميلية: சிங்கப்பூர் தேசிய கால்பந்து அணி)‏ هو فريق كرة القدم الوطني للدولة الصغيرة سنغافورة. ويتم تنظيم المنتخب من قبل اتحاد سنغافورة لكرة القدم (FAS). يعتبر الفريق من أقوى المنتخبات في منطقة جنوب شرق آسيا (أسيان) وقد حقق أكثر نجاحه في البطولة الخاصة بمنتخبات هذه المنطقة بفوزه بثلاثة ألقاب في أعوام 1998، 2005 و 2007. في عام 1998، فازت سنغافورة على فيتنام 1-0 في المباراة النهائية لتتربع البلاد على أول ألقابها الدولية. في تصفيات كأس آسيا 2007 أصبحت سنغافورة البلد الوحيد الذي تمكن من التغلب على العراق في طريقها للقب الآسيوي. في الآونة الأخيرة حققت سنغافورة نتائج هزيلة خاصتا في تصفيات كأس العالم لكرة القدم 2014 بعد أن خرجت من التصفيات مبكرا بخسارتها 5 مباريات.
تحتوي حاليا قائمة الفريق على عديد من اللاعبين المجنسين أمثال ألكساندر دوريتش، وفخر الدين مصطفيتش وهم من أصل صربي في حين دانييل بينيت من أصل إنجليزي.

## وصلات خارجية
- قائمة بيانات المنتخب من الموقع الرسمي للفيفا باللغة العربية